# Zlatá (Kynšperk nad Ohří)
Zlatá (německy Golddorf) je osada, část města Kynšperk nad Ohří v okrese Sokolov v Karlovarském kraji. Nachází se asi 2,5 kilometru východně od Kynšperku nad Ohří. Prochází zde silnice I/6 a silnice II/212. Je zde evidováno 49 adres. V roce 2011 zde trvale žilo 975 obyvatel.
Zlatá leží v katastrálním území Zlatá u Kynšperka nad Ohří o rozloze 4,33 km². V katastrálním území Zlatá u Kynšperka nad Ohří leží i Dvorečky.

## Historie
První písemná zmínka o vesnici pochází z roku 1797.

## Obyvatelstvo
Při sčítání lidu v roce 1921 zde žilo 206 obyvatel, všichni německé národnosti, kteří se hlásili k římskokatolické církvi.
| Rok            | 1869 | 1880 | 1890 | 1900 | 1910 | 1921 | 1930 | 1950 | 1961 | 1970 | 1980 | 1991 | 2001 | 2011 | 2021 |
| -------------- | ---- | ---- | ---- | ---- | ---- | ---- | ---- | ---- | ---- | ---- | ---- | ---- | ---- | ---- | ---- |
| Počet obyvatel | 225  | 231  | 222  | 216  | 218  | 206  | 196  | 97   | 103  | 207  | 126  | 120  | 89   | 975  | 584  |
| Počet domů     | 33   | 36   | 36   | 36   | 36   | 36   | 37   | 22   | -    | 49   | 38   | 40   | 39   | 40   | 43   |

## Obecní správa
Při sčítání lidu v letech 1850–1959 Zlatá byla osadou obce Kamenný Dvůr v okrese Sokolov (v letech 1869–1910 Falknov, v letech 1921–1930 Falknov nad Ohří). Od roku 1960 je částí města Kynšperk nad Ohří v okrese Sokolov.

## Osobnosti
- Dušan Poliačik – vzpěrač, bronzový olympijský medailista